# Az Ember
Az Ember war eine sozialdemokratische Tageszeitung, die ab 1. Oktober 1918 bis zu ihrem Verbot in Budapest, ab 1926 in Wien und nach der Emigration des Chefredakteurs Ferenc Göndör bis zu seinem Tod (1. Juni 1954) in New York herausgegeben wurde. Zu ihren aktiven Redakteuren zählten unter anderem Jakab Weltner und Tibor Diószeghy.
Die wöchentlich erscheinende Zeitung aus dem Steyrermühl Verlag trug den Titelzusatz „Göndör Ferenc Politikai Hetilapja“, das Titelblatt war zweisprachig. Die Zeitung „Az Ember“ war in Österreich, Ungarn, der Tschechoslowakei, dem ehemaligen Jugoslawien, Deutschland, der Schweiz und Frankreich erhältlich.